# مسجد مرجان
مسجد مرجان في كربلاء شيده خواجة أمين الدين مرجان الرومي، وهو الذي شيد جامع مرجان ومدرسته الدينية في بغداد. ومرجان كان عبداً للسلطان أويس ابن الشيخ حسن برزك الجلائري، والشيخ أويس حكم بغداد من عام (750ه‍/1349م) حتى عام (776ه‍/1374م)، وعند ذهابه لقتال التركمان في أذربيجان ترك مكانه عبده أمير جان (مرجان) على ولاية بغداد لحين عودته من القتال، فاراد مرجان ان يستقل بالأمر، فأرسل إليه أويس جيشاً عظيماً، فلما علم مرجان بذلك فر إلى كربلاء وذلك عام 767ه‍/1365م، مصطحباً معه أموالاً طائلة، فبدأ بتشييد مسجد في شرقي الصحن الحسيني وبنى على جهته الغربية مئذنة سميت منارة العبد.

## الموقع والمواصفات
كان مرجان قد بنى مسجده هذا في كربلاء قريباً من رواق جامع الحسين بن علي، ويقع في الجهة الشرقية بين باب قاضي الحاجات وباب الشهداء الحالية والذي كان ينتهي إليه الباب الصغير في صحن الحسين بن علي.
كانت مساحة المسجد السطحية تبلغ حوالي (48م²)، وكان آية في الفن المعماري، وكانت أرضيته تعلو عن أرضية الصحن قبل هدمه بمقدار مترين، ويظهر أن باب المسجد كان يطل على الصحن، وشيد مئذنته التي تسمى منارة العبد والتي كانت تقع في زاويته الشمالية الغربية، وان قسم من المسجد كان يقع في الصحن الحسيني والقسم الآخر في الغرف التي بين البابين عندما تم توسعة الصحن في القرن الرابع عشر الميلادي.
ويقدر محيط القاعدة المضلعة لمنارة العبد بعشرين متراً وارتفاعها أربعين متراً، وبقيت المنارة قائمة حتى عام (1354ه‍/1935م) حيث هدمت في عهد متصرف كربلاء صالح جبر بحجة انها آيلة للسقوط. وجاء في موسوعة تاريخ العراق بين إحتلالين للمؤرخ عباس العزاوي : ان والي بغداد الوند زاده علي باشا عمَّر جامع الحسين سنة 984ه‍، ومرقده المبارك سنة 991ه‍، وعمّر منارته التي تسمى منارة العبد سنة 982ه‍، وان منارة العبد هدمت قبل الحرب العالمية الثانية في سنة 1356ه‍_سنة 1937م، ولم يبق منها أثر، وكانت منارة بيضاء بلا كاشي، بنيت في الجهة اليسرى من نفس الحضرة الحسينية.